# کیلانه
کیلانه، روستایی است از توابع بخش مرکزی شهرستان سنندج در استان کردستان ایران می باشد.
کیلان در زبان کردی به معنی جایگاه لشکر است.

## موقعیت
کیلانه در 16 کیلومتری جنوب شهر سنندج قرار دارد.  که آب و هوای خوبی دارد

## جمعیت
این روستا در دهستان آبیدر با مرکزیت روستای حسن آباد قرار داشته و براساس سرشماری سال ۱۳۸۵جمعیت آن ۱٬۰۰۸نفر (۲۶۳خانوار) بوده است.